# Siège du château d'Itami (1574)
Le siège du château d'Itami (伊丹の戦い, Itami no tatakai) de 1574 est le premier assaut dirigé contre le château d'Itami avant le second siège décisif de 1579. Oda Nobunaga attaque le château en creusant un tunnel sous les murs. Araki Murashige se voit alors donner l'ouvrage.

## Source de la traduction
- (en) Cet article est partiellement ou en totalité issu de l’article de Wikipédia en anglais intitulé « Siege of Itami (1574) » (voir la liste des auteurs).